# 平安 (冠婚葬祭)
株式会社平安（へいあん）は、兵庫県神戸市中央区に本社を置く冠婚葬祭サービスを行う企業。県内に葬祭場19か所と結婚式場1か所を運営している。また、自社施設利用者向けの貸切バス事業や救急サービスを行っている。なお神奈川県に本社を置く平安レイサービスとは何ら関係がない。

## 沿革
- 1970年4月 兵庫県冠婚葬祭互助会として創業。
- 1974年4月 株式会社兵庫県冠婚葬祭互助会として設立。
- 1976年6月 結婚式場・神戸ロイヤルパレス平安閣オープン。
- 1979年3月 阪神平安祭典開設。社名を兵庫冠婚葬祭互助会に変更。
- 1980年7月 本社ビルがオープン、贈答品・仏壇の販売を開始。
  - 同年9月 尼崎市内に結婚式場｢ロイヤルパレス阪神｣（旧阪神ロイヤルパレス平安閣）がオープン。
- 1984年10月 結婚式場｢明石ロイヤルパレス｣がオープン （後にエスタシオン・デ・神戸へ統合）。
- 1988年11月 現社名に変更。
- 1990年10月 ｢民間救急サービス｣営業開始。
- 1995年1月 阪神・淡路大震災により｢神戸ロイヤルパレス平安閣｣を閉鎖。
- 1997年1月 結婚式場｢エスタシオン・デ・神戸｣をオープン。
- 2000年7月 現社屋オープン。
- 2002年8月 有限会社互助会(現有限会社ヒュー)と業務提携。
- 2003年10月  ｢あっぷるレンタル事業部｣開設。
- 2004年10月 患者移送業務の開始。
- 2006年6月 「有限会社ヒュー」社名変更（旧有限会社神戸互助会）。
- 2007年3月 ロイヤルパレス阪神を休館し、結婚式場をエスタシオン・デ・神戸へ統合。

## 出来事
2017年10月、兵庫県丹波市内で急死し司法解剖された生後5か月の男児の頭部に体液が漏れることを防ぐためにコンビニのレジ袋を使用したことに対し、男児の両親が精神的苦痛を受けたとして慰謝料220万円を求める訴訟が神戸地裁に起こした。『産経新聞』の報道によれば裁判においては会社側は、レジ袋を使用した理由ついて、遺体が乳児で処置室のポリ袋が大きすぎたことから、「体液漏れを防ぐため、やむを得ず小さなレジ袋を使用した」と説明し、会社側の見解として処置に違法性や過失はないと主張したとされる。これに対し遺族側と意見が対立した。2019年2月神戸地裁は「安易に考えて袋をかぶせた。不相応な行為だ」として葬儀会社に対し66万円の支払いを命ずる判決が下した。これに対し原告の両親が記者会見を開き判決に対する意見を表明した。